# Kevin Peraza
Kevin Peraza (Tucson, 2 de septiembre de 1994) es un deportista mexicano-estadounidense que compite en ciclismo en la modalidad de BMX estilo libre. Consiguió catorce medallas en los X Games entre los años 2016 y 2025.

## Medallero internacional
| \| X Games de Verano \| X Games de Verano \| X Games de Verano \| X Games de Verano \| \| Año \| Lugar \| Medalla \| Prueba \| \| ----------------- \| ------------------------------- \| ----------------- \| -------------------- \| \| 2016 \| Austin (Estados Unidos) \| Medalla de oro \| Dirt \| \| 2017 \| Mineápolis (Estados Unidos) \| Medalla de oro \| Parque \| \| 2019 \| Mineápolis (Estados Unidos) \| Medalla de bronce \| Mejor truco \| \| 2021 \| California (Estados Unidos) \| Medalla de oro \| Parque \| \| 2022 \| Chiba (Japón) \| Medalla de bronce \| Parque \| \| 2022 \| California (Estados Unidos) \| Medalla de plata \| Parque – Mejor truco \| \| 2023 \| California (Estados Unidos) \| Medalla de oro \| Calle \| \| 2023 \| California (Estados Unidos) \| Medalla de oro \| Parque – Mejor truco \| \| 2023 \| California (Estados Unidos) \| Medalla de plata \| Parque \| \| 2024 \| California (Estados Unidos) \| Medalla de oro \| Calle \| \| 2024 \| California (Estados Unidos) \| Medalla de oro \| Parque – Mejor truco \| \| 2024 \| California (Estados Unidos) \| Medalla de plata \| Parque \| \| 2025 \| Osaka (Japón) \| Medalla de bronce \| Parque – Mejor truco \| \| 2025 \| Salt Lake City (Estados Unidos) \| Medalla de oro \| Parque – Mejor truco \| |                                 |                   |                      |
| X Games de Verano |                                 |                   |                      |
| Año | Lugar                           | Medalla           | Prueba               |
| 2016 | Austin (Estados Unidos)         | Medalla de oro    | Dirt                 |
| 2017 | Mineápolis (Estados Unidos)     | Medalla de oro    | Parque               |
| 2019 | Mineápolis (Estados Unidos)     | Medalla de bronce | Mejor truco          |
| 2021 | California (Estados Unidos)     | Medalla de oro    | Parque               |
| 2022 | Chiba (Japón)                   | Medalla de bronce | Parque               |
| 2022 | California (Estados Unidos)     | Medalla de plata  | Parque – Mejor truco |
| 2023 | California (Estados Unidos)     | Medalla de oro    | Calle                |
| 2023 | California (Estados Unidos)     | Medalla de oro    | Parque – Mejor truco |
| 2023 | California (Estados Unidos)     | Medalla de plata  | Parque               |
| 2024 | California (Estados Unidos)     | Medalla de oro    | Calle                |
| 2024 | California (Estados Unidos)     | Medalla de oro    | Parque – Mejor truco |
| 2024 | California (Estados Unidos)     | Medalla de plata  | Parque               |
| 2025 | Osaka (Japón)                   | Medalla de bronce | Parque – Mejor truco |
| 2025 | Salt Lake City (Estados Unidos) | Medalla de oro    | Parque – Mejor truco |